# Pascal Quignard
Pascal Quignard, född 23 april 1948 i Verneuil-sur-Avre i Eure i Frankrike, är en fransk författare, kanske mest känd för boken Tous les matins du monde från 1991 (den enda som översatts till svenska: All världens morgnar, 1992).
Ett av Quignards mest kända verk är åttiofyra Petits traités, som först publicerades 1981, medan hans mest populära bok förmodligen är All världens morgnar om 1600-talskompositören och gambaspelaren Marin Marais och dennes lärare Sainte-Colombe. Boken filmatiserades 1991 i regi av Alain Corneau. Quignard skrev även manuset till filmen i samarbete med regissören. Filmen, med bland andra Jean-Pierre Marielle, Gérard Depardieu och dennes son Guillaume Depardieu, blev en enorm succé i Frankrike och hade 2 miljoner besökare under det första året. Filmen distribuerades i 31 länder, bland annat Sverige. Filmmusikalbumet sålde platina (500 000 exemplar) och gjorde den spanske musikern Jordi Savall internationellt berömd. Boken kom ut på svenska 1992.
Han har också översatt flera verk från latin (Albucius, Porcius Latro), kinesiska (Kong-souen Long) och grekiska (Alexandra).
Quignard tilldelades Goncourtpriset 2002 för romanen Les ombres errantes. För romanen Terrasse à Rome mottog han franska akademiens pris 2000 och för Carus Prix des Critiques 1980.